# Stegophiura stuwitzii
Stegophiura stuwitzii is een slangster uit de familie Ophiuridae.
De wetenschappelijke naam van de soort werd in 1857 gepubliceerd door Christian Frederik Lütken.